# 陳瑞 (嘉靖進士)
陳瑞（1515年—1588年），字孔麟，號文峰，福建福州長樂人，明朝政治人物。

## 生平
嘉靖二十五年（1546年）丙午科福建鄉試舉人，嘉靖三十二年（1553年）癸丑科進士。吏部观政，授行人，三十六年十月选授山東道試監察御史，三十八年四月實授，四十年巡按苏松诸府。四十四年二月升山西提學副使。任內主持完成《山西通志》三十卷。
隆慶二年（1568年）二月升河南右参政，三年正月升广东按察使，丁忧归。
隆慶六年（1572年）九月復除湖广按察使。万历元年（1573年）三月升迁湖廣右布政使，萬曆元年（1573年）與左布政施尧臣將武昌貢院板屋號舍改建為砖石瓦房。二年正月升本省左布政使，萬曆三年（1575年）六月，升任都察院右副都御史、巡抚湖广等处地方，六年改任提督军务兼抚治郧阳、都察院右副都御史，八月升刑部左侍郎，八年四月升为南京都察院右都御史，九月升南京刑部尚书，九年十月总督兩廣军务。萬曆十一年（1583年），被御史張應詔彈劾諂媚張居正，致仕

## 家族
曾祖陳英，祖陳垐 （1459年-1517年），字季厚，號遺安，以子陳大用贈山西道御史；父陳大倫，字則序，號義菴，贈山東道御史，累贈資政大夫兵部尚書兼都察院左副都御史；母林氏。慈侍下。兄陈器（承差）、弟陈謀、陈時舉，俱生员；陈璋、陈琦（举人）、陈奉（承差）、陈孔典、從弟陳省、陈表，俱生员；陈旭、陈暢、陈后衮。
有子陳長祚，隆慶進士，累官工部尚書。